# Інститут точної механіки та обчислювальної техніки (Росія)

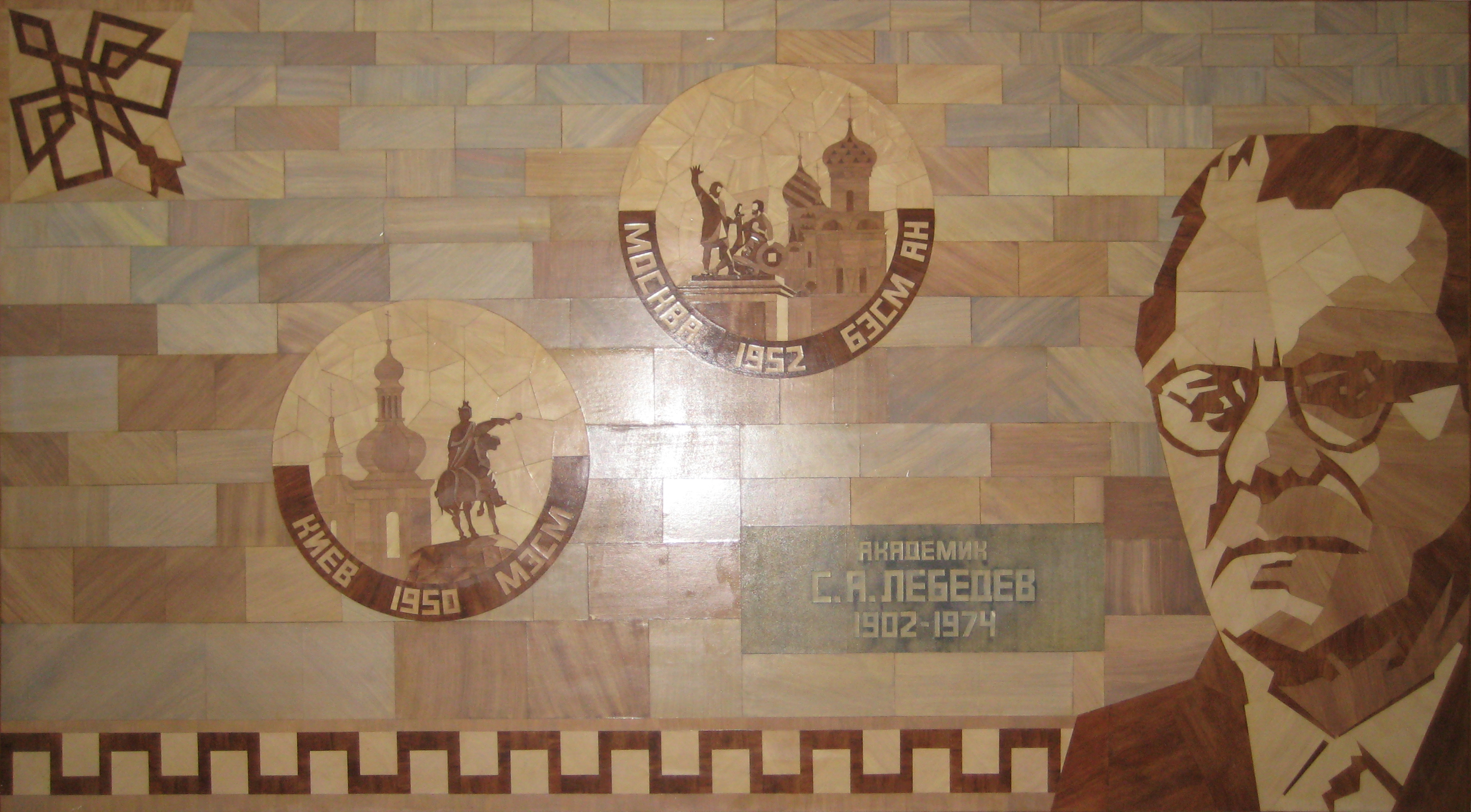

Відкрите акціонерне товариство «Інститут точної механіки та обчислювальної техніки імені С. О. Лебедєва» (ІТМіОТ, рос. Институт точной механики и вычислительной техники имени С. А. Лебедева, ИТМиВТ) — російська наукова організація Російської академії наук, колишнє федеральне державне унітарне підприємство, перетворене у ВАТ 3 серпня 2009 року. До цього моменту підпорядковувалося Федеральному агентству по промисловості (ФАП, Росія), скасованому в травні 2008 року, потім — Міністерству промисловості і торгівлі РФ.

## Історія
Інститут створено Постановою № 2369 Ради Міністрів СРСР від 29 червня 1948 року на базі трьох інститутів АН СРСР: інституту машинознавства, Енергетичного інституту ім. Г. М. Кржижановського і Математичного інституту ім. В. А. Стєклова РАН.
З інституту машинознавства був виділений відділ точної механіки на чолі з академіком М. Г. Бруєвичем (переведені 13 співробітників, у тому числі д.т. н. Н. Ю. Кобринський — виконуючим обов'язки заступника директора з наукової частини; з Енергетичного — лабораторія електромоделювання на чолі з професором Л. І. Гутенмахером (переведено 19 співробітників); із співробітників Математичного інституту утворені відділ наближених обчислень (начальник відділу — Л. А. Люстерник; співробітники: В. А. Діткин, М. Р. Шура-Бура та інші) і експериментально-рахункова лабораторія на чолі з І. Я. Акушським.
2 вересня 1949 року у складі відділу точної механіки була утворена група для проведення попередніх робіт з швидкодіючих цифрових математичних машин у складі: М. Л. Биховський, В. І. Шестаков, К. С. Неслуховський, П. П. Головистиков.
На початку 1950 року директором ІТМіВТ став академік М. О. Лаврентьєв, а начальником лабораторії № 1 — С. О. Лебедєв. До весни 1951 року в лабораторії працювали близько 50 осіб. Серед них — майбутні дійсні члени Академії наук СРСР В. С. Бурцев, В. А. Мельников. Влітку 1952 було завершено виготовлення обчислювальної машини.
В 1958 році співробітниками інституту разом з Спеціальним конструкторським бюро 245 (СКБ-245) була розроблена лампова ЕОМ М-20, що випускалась з 1958 по 1964 рік. Головний конструктор С. О. Лебедєв; заступники головного конструктора — М. К. Сулим та М. Р. Шура-Бура.
В період 1960-1980-х років в інституті або за його участі були створені обчислювальні машини серії БЭСМ, унікальні комплекси «Ельбрус-1», «Ельбрус-2» та інші ЕОМ (всього понад 20 типів).
Більше 70 фахівців Інституту стали лауреатами різних премій — Ленінської, Державної, Ради Міністрів.